# Атовмян, Дмитрий Левонович
Дми́трий Лево́нович Атовмя́н (1952—2004) — армянский,  советский и российский композитор, дирижёр, аранжировщик.

## Биография
Родился в Москве. Отец, Левон Атовмян — композитор, дирижёр, оркестратор произведений Дмитрия Шостаковича и близкий друг композитора, работал в 1953—1963 гг. директором и художественным руководителем Российского государственного симфонического оркестра Комитета кинематографии.
Окончил Московскую военно-музыкальную школу (1970, бывшее Суворовское училище), учился на факультете военных дирижёров Московской государственной консерватории имени П. И. Чайковского.
Музыку писал с 1970 года.
1972—1974 — пианист и аранжировщик вокально-инструментального ансамбля ИВА-72 под руководством Георгия Розенвассера.
1974 — 1976 — музыкальный руководитель Московского театра Миниатюр, автор музыки и аранжировок к ряду постановок этого театра.
С 1976 года по 1985 — музыкальный руководитель и аранжировщик программ Госконцерта «Мелодии друзей».
С 1977 года по 1983 — музыкальный руководитель и аранжировщик ВИА «Фестиваль». Снялся в роли самого себя в фильме «Было у отца три сына» (1981).
1977—1990 — аранжировщик ансамбля «Мелодия» и ВСГ «Мелодия».
В 1979 году работал аранжировщиком в ансамбле «Рецитал» Аллы Пугачёвой. Автор оркестровой партитуры песни «Как тревожен этот путь». Автор аранжировки программы ансамбля «Монологи певицы». Одна из крупных работ в эти годы — музыка к фильму-балету «Размолвка» (1981, «Мосфильм»).
1985 — 1989 — главный дирижёр Государственного эстрадного оркестра СССР (бывший оркестр Л. О. Утёсова).
В творчестве Атовмяна заметен синтез джаза, рок- и симфонической музыки. Автор сочинений для симфонического оркестра, в том числе: концерт для саксофона «Марина» памяти М. Орбелян, «Цветок папоротника» для трубы с оркестром, фортепианных работ, сюиты «Знаки зодиака», прелюдия памяти Л. Атовмяна и др.
Атовмян — автор обработки официального гимна города Москвы «Дорогая моя столица», написанной по заказу Правительства Москвы (1996), а также аранжировок композиций Вольфганга Амадея Моцарта, звучавших в гуманитарной олимпиаде «Умницы и умники» в 1999—2005 годах.
Сотрудничал со многими композиторами, автор более 5000 аранжировок.
Умер 15 декабря 2004 года в Москве. Похоронен на Троекуровском кладбище.
Через год после смерти Атовмяна усилиями его жены Анны Кагарлицкой был выпущен диск «Соло для оркестра», который ждал своего выхода более 10 лет.

## Фильмография

### Композитор
- 1983 — Полоса везения (киноальманах «Молодость», выпуск 5-й, новелла «Визит»)
- 1988 — Идеальный пейзаж в пустыне
- 1992 — Доброй ночи!
- 1993 — Личная жизнь королевы
- 1993 — Скорлупа
- 1994 — Джонатан - друг медведей
- 1996 — Карьера Артуро Уи. Новая версия
- 1999 — День рождения Буржуя
- 2000 — Чек
- 2001 — День рождения Буржуя-2
- 2001 — Ключи от смерти
- 2001 — Подари мне лунный свет
- 2002 — Займёмся любовью
- 2003 — Ребята из нашего города
- 2003 — Москва. Центральный округ
- 2003 — Таксист
- 2003 — Ребята из нашего города
- 2003 — Кавалеры Морской звезды
- 2003 — Даша Васильева. Любительница частного сыска
- 2004 — Москва. Центральный округ-2
- 2004 — Папа
- 2004 — Даша Васильева. Любительница частного сыска-2
- 2004 — Даша Васильева. Любительница частного сыска-3
- 2005 — Даша Васильева. Любительница частного сыска-4
- 2005 — Клоунов не убивают

### Вокал
- 1978 — Д’Артаньян и три мушкетёра — «Песня-наказ д’Артаньяна-отца»[7][8]

### Аранжировка
- 1974 — Романс о влюблённых
- 1978 — Д’Артаньян и три мушкетёра
- 1979 — Ах, водевиль, водевиль…
- 1979 — Летучий корабль
- 1981 — Семь счастливых нот
- 1981 — Куда он денется!
- 1981 — Карнавал
- 1981 — Проданный смех
- 1983 — Зелёный фургон
- 1984 — Маленькое одолжение
- 1990 — Медленная хорошая музыка
- 1991 — Ближний круг
- 1994 — Утомлённые солнцем
- 1998 — С любовью к Единственной (№ 3)
- 1998 — Сибирский цирюльник (участвовал в записи музыки совместно с Сергеем Скрипкой)
- 2000 — Граница. Таёжный роман